# Lessertia candida
Lessertia candida är en ärtväxtart som beskrevs av Ernst Meyer. Lessertia candida ingår i släktet Lessertia och familjen ärtväxter. Inga underarter finns listade i Catalogue of Life.